# Орден Усмішки

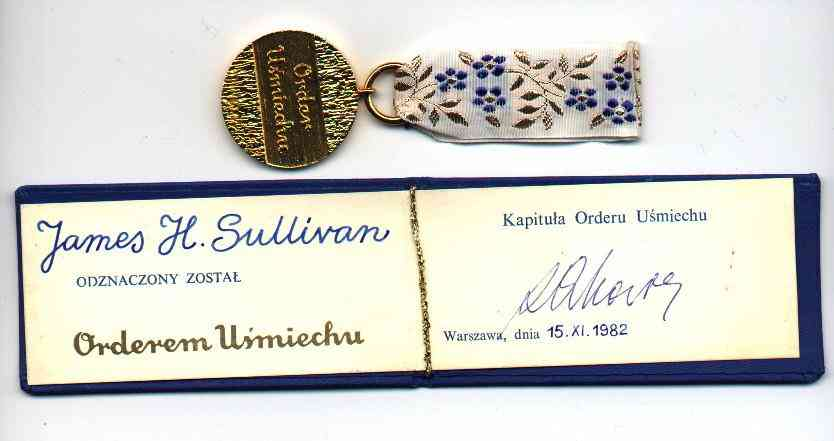
Орден Усмішки з посвідченням

О́рден У́смішки (пол. Order Uśmiechu) — спочатку польська, пізніше — міжнародна нагорода, яку присуджують відомим людям, які приносять дітям радість. Це лікарі, письменники, педагоги, музиканти, відомі політики та релігійні діячі.

## Опис ордену
Орден виглядає як медаль, покрита блакитною емаллю із зображенням сонця, що посміхається. Орденська стрічка із білого муару із зображенням квітів.

## Історія ордену Усмішки

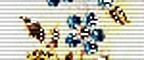
Стрічка ордену Усмішки

У 1968 році польський журнал Kurier Polski заснував цей орден, який присуджували людям, які приносять радість дітям. Особливістю ордену було те, що лицарів ордену вибирали діти. 1979 року, відзначався Рік дитини, Генеральний секретар ООН Курт Вальдхайм надав цьому ордену статусу міжнародного. Починаючи з 1969 року, 1088 осіб з 45 країн були удостоєні звання Лицаря або Дами ордену.

## Капітула
Першим канцлерем була Ева Шельбург-Зарембіна. 1976 року вона стала почесним канцлерем, а її місце зайняв Сезарі Леженскі, головний редактор газети «Кур'єр польський», який раніше обіймав посаду віце-канцлера. У травні 1980 р. Орден став міжнародним і до Капітули увійшли: художник з Греції — Нікі Голандріс, поет і письменник-казкар з СРСР — Сергій Міхалков, акторка з США Хеленка Панталеоні, карикатурист з Індії — Шанкара Піллай, з Гани — Ефуа Сантланд і з Великої Британії — Пітер Устінов. 1981 року Сезарі Леженський був відсторонений від посади головного редактора газети та посади канцлера. Наступним головним редактором «Кур'єра польського» і канцлером Капітули став Радослав Островіч. 1990 року, коли газету «Kurier Polski» купив власник «Polsat TV», його звільнили з посади. Новий головний редактор Яцек Снопкевич призупинив діяльність Капітули. Реєстрація в суді 16 листопада 1992 р. Асоціації під назвою «Міжнародна Капітула Ордену Усмішки» дозволила поновити діяльність Ордену. Сезарі Леженскі знову став канцлером. Після його смерті канцлером Капітули став Марек Михалак, який на той момент був віце-канцлером Капітули.
Капітула не нагороджує орденом. Нагорода можлива лише після того, як діти надіслали заяву до Капітули. Її завдання полягає в тому, щоб перевірити і переконатися, що подана пропозиція відповідає дійсності.
Канцлер очолює Міжнародну Капітулу Ордена Усмішки. Капітула разом із канцлером обираються кожні 5 років під час Загальних зборів Капітули. Відповідно до статуту, Капітула «збирає у свої ряди людей, що гарантують незалежність думки, об'єктивність судових рішень, справедливість судів та громадянську мужність, дозволяючи протистояти будь-якому зовнішньому тиску». Членство в асоціації є на все життя. Більшість членів Капітули, яких є 43 особи на червень 2025 року, складають поляки, але є представники Австралії, Білорусі, Великої Британії,  Замбії, Ізраїлю, Канади, Литви, Німеччини,  Португалії, Румунії, Судану, США, Тунісу, України, Японії. .
З травня 2022 року до складу Міжнародної Капітули Ордену Усмішки увійшов представник України Сергій Сухобойченко.

### Канцлери
- Ева Шельбурґ-Зарембіна 1968—1976 (отримала звання почесного канцлера). Польська романістка, поетка, драматург, есеїстка, відома за творчість для дітей та молоді.
- Сезарі Леженьскі[pl] 1976—1981, 1992—2006. Польський письменник і журналіст, доктор гуманітарних наук, підполковник Польської Армії, автор понад 30 книг, у тому числі для дітей та підлітків.
- Радослав Островіч[pl] 1982—1990. Польський журналіст, головний редактор газети «Кур'єр польський».
- Марек Михалак від 19 січня 2007. Омбудсмен з Прав Дітей в Польщі в 2008—2018, голова Європейської Мережі Омбудсменів з Прав Дітей в 2011—2012, директор Інституту Прав Дитини ім. Януша Корчака, глава Міжнародної Асоціації ім. Януша Корчака.

## Церемонія нагородження
Лицарів ордену вибирають у результаті великого обговорення та голосування у школах та ліцеях Польщі 2 рази у рік: навесні та восени. 
Ритуал відбувається в школах, театрах та громадських центрах. Запрошуються діти, зокрема ті, хто подавав заявку. Один або кілька членів Капітули проводять церемонію нагородження. Церемонія передбачає, що церемонімейстер (канцлер або член Капітули) праворуч має геральда, який тримає спис з логотипом ордену, праворуч стоїть дитина з тацею, на якому лежать наказ про нагородження, посвідчення особи та троянда.
На церемонії вручення нагороди лауреат повинен з усмішкою випити склянку лимонного соку.

## Відомі лауреати ордену Усмішки
Наймолодшим лауреатом Ордену Усмішки в 1994 став 23-річний Марек Міхалак, найстаршою лауреаткою 97-річна (2007) Ірена Сендлерова (2008).
У 2016 наймолодшою лауреаткою стала 19-річна Малала Юсафзай.
- Альфред Шклярський
- Астрід Ліндгрен
- Аркадій Фідлер (пол. Arkady Fiedler)
- Анна Димна (пол. Anna Dymna)
- Далай-лама XIV
- Джоан Роулінг
- Іван Павло II
- Ірена Сендлерова, 2007 (пол. Irena Sendlerowa)
- Курт Вальдхайм
- Крістіна Фельдман
- Король Саудівської Аравії Абдалла ібн Абдель Азіз аль-Сауд
- Королева Швеції Сільвія
- Мати Тереза
- Малала Юсафзай
- Мирослав Гермашевский
- Нельсон Мандела
- Пітер Устинов
- Роберт Левандовський
- Туве Янссон
- Стівен Спілберг
- Сара Фергюсон
- Франциск
- Яцек Куронь (пол. Jacek Kuroń)
- Ян Твардовський (пол. Jan Twardowski)
- Януш Пшимановський (пол. Janusz Przymanowski)
- Якуб Блащиковський

## Українські лауреати ордену Усмішки
- Василь Берташ, політичний діяч, Рівненська область (2003)
- Віра Ремажевська, лікарка, педагог, засновниця Навчально-реабілітаційного центру для дітей із вадами зору «Левеня» у Львові, який допомагає дітям з проблемами зору, слуху та психіки (2005)
- Іван Малкович, український поет і видавець, м.Київ (2004)
- Іван Сухий, музикант, пісняр, педагог, Заслужений працівник культури України, Жашків, Черкаська область
- Лариса Свердник - вихователька, директор Будинку вчителя у Львові, аніматорка культурної діяльності для дітей та молоді, опікунка дитячих хорів, гуртків пісні та танцю, лялькових театрів (2005)
- Ніна Бічуя, українська письменниця та журналістка, м.Львів (2001)
- Оксана Юхимович, Заслужений вчитель України, вчителька навчально-виховного комплексу №10 м.Хмельницький (2022)
- Олег Майборода, український дитячий письменник, м. Кам’янське Дніпропетровської області (2022)
- Петро Бойко, директор Вінницького міського центру художньо-хореографічної освіти дітей та юнацтва «Барвінок», голова Вінницького обласного осередку Національної хореографічної спілки України, Народний артист України (2011)
- Савелій Вертейм, цирковий артист, засновник та керівник харківського дитячого цирку «Посмішка» та Народного цирку «Велозаводець»
- Тереза Дуткевич[pl], віцеголова Федерації польских організацій в Україні
- Теодора Савчинська-Латик, українська письменниця, викладач — катехит у Центрі передшлюбної катехизації наречених при Катедральному соборі Успіння Пресвятої Борогодиці в м. Стрию, керівник літературного гуртка «Мелодія слова» при Стрийському районному Будинку дитячої та юнацької творчості та «Паростки» при дитячій бібліотеці ім. В. Стефаника (2003)
- Світлана Петровська, вчителька, громадська діячка, учасниця міжнародного корчаківського руху, засновниця Української асоціації ім. Януша Корчака, м.Київ (2019)

## Осередки ім. Ордену Усмішки
Згідно з розпорядженням Міністра Освіти Польщі осередки, які займаються освітою, у тому числі дитячі садочки і польські школи можуть взяти собі ім'я. Найменуватись іменем Ордену Усмішки школи та інші навчальні, освітні, опікунчі заклади можуть після отримання дозволу від Міжнародної Капітули Ордену Усмішки та згідно з відповідними приписами, які визначені в Статуті закладу. Перша школа, яка отримала ім'я Ордену Усмішки, була середня школа Скорогощі. Церемонія відбулася 21 березня 2002. 2005 року їх було понад півсотні. Було запропоновано проводити зустрічі установ, які мають ім'я Ордену Усмішки. Ці зустрічі отримали назву Загальнонаціональний Зліт ШкІл та Установ імені Кавалерів Ордену Усмішки. Відповідальною за проведення Зльотів є Міжнародна Капітула Ордена Усмішки. Ініціатором ідеї була гімназія № 2 у Валбжиху, в якій і відбувся перший зліт у 2005 році, наступний — у 2006 році у Нисі, 2007 — у Свідниці, 2008 — у Глогуві, 2009 — у Кракові, 2010 — у Мисловице, 2011 — у Сулішеву, 2012 — у Варниці, 2013 — у Кобильніці, 2014 — у Мрежині, 2015 — у Шремі, 2016 — в Ощеку, 2017 — у Осечніце, 2018 — у Гуті.

## Патронат міжнародної Капітули Ордену Усмішки
Капітула надає генеральний патронат заходам, які сприяють розвитку дітей, поліпшенню умов дітей, захисту прав дітей.
Школярка з України Кіра Сухобойченко в 2018—2021 отримувала патронат міжнародної Капітули Ордену Усмішки на заходи міжнародного руху Літаючих Рюкзачків.